# رفيف الفارس
رفيف الفارس هي شاعرة وكاتبة وإعلامية عراقية ولدت في بغداد.

## حياتها
رفيف الفارس حاصلة على بكالوريوس في علوم الكومبيوتر من جامعة بغداد، ودبلوم في علم النفس من نفس الجامعة، ودبلوم في الأدب العربي، كذلك دبلوم في الصحافة والاعلام من المعهد العربي للدراسات التطويرية في ماليزيا، كما أنها حاصلة على الماجستير في تقنيات شبكات الموبايل من جامعة USM الماليزية.
تخصصت ودرست في جامعة المستنصرية بالعراق وتخرجت منها عام 2002م، بالإضافة أن رفيف عضوة في العديد من الاتحادات الأدبية، فهي مديرة تحرير مؤسسة النور للثقافة والاعلام، ومديرة تحرير مجلة النور الورقية، والمديرة الفنية لدار ضفاف للنشر والتوزيع، وعضوة في نقابة الصحفيين العراقيين، عضوة في مجلس إدارة مؤسسة حقوق الإنسان والمجتمع المدني، كذلك عضوة في  اتحاد كتاب الانترنيت العرب، وعضوة في اتحاد الثقافات العربية في ماليزيا.

## مؤلفاتها
- «من يطرق باب الضوء» نشر باللغة العربية في 88 صفحة.[4]

- «يحيى السماوي قصيدة على كتف وطن، بعض من سيرة حياة وقصيدة» عن دار تموز للطباعة والنشر والتوزيع، صدر بتاريخ الثاني والعشرين من أغسطس عام 2019، باللغة العربية في 183 صفحة، الترقيم الدولي 9789933597443.[5][6]

- أساطير الجمر.[7]

- شوكة في عين القمر[8]

- مستثنى بالوجع[9]

## جوائزها
- فائزة بجائزة نازك الملائكة للأدب النسوي الدورة السادسة عن قصيدة في دمي موعدك.
- حاصلة على درع محافظة بغداد «درع الابداع والتميز».
- فائزة بجائزة القصة القصيرة في اليوم العالمي للغة العربية في بغداد.
- حاصلة على وسام الثقافة في مجال الشعر من منتدى المثقفين العرب في أمريكا وكندا ودول المهجر لعام 2015م.
- فائزة بجائزة مسابقة اتحاد الادباء الدولي للقصة القصيرة لعام 2019م.[10]